# Бактериална вагиноза
Бактериална вагиноза (БВ), позната също като вагинална бактериоза или Gardnerella вагинит, е заболяване на вагината, причинено от наличието на прекалено голям брой бактерии. Най-честите симптоми на заболяването включват засилено вагинално течение, което често е с мирис на риба. Течението обикновено е с бял или сив цвят. Възможно е парене по време на уриниране. Рядко се наблюдава сърбеж. В някои случаи е възможно да липсват симптоми. Наличието на БВ увеличава риска от заразяване с някои други инфекции, предавани по полов път, включително HIV/СПИН. Заболяването увеличава и риска от преждевременно раждане при бременни жени.

## Причина и диагноза
БВ се причинява от дисбаланс в бактериите, които присъстват естествено във вагината. При заболяването е налице промяна в най-често срещаните видове бактерии и стократно до хилядократно увеличение на общото количество на бактериите. Някои рискови фактори за заболяването включват използване на дамски душ, нов или повече от един сексуален партньор, антибиотици и използването на вътрематочна спирала. Това заболяване обаче не се счита за инфекция, предавана по полов път. Диагнозата се поставя въз основа на симптомите и може да бъде потвърдена чрез изследване на вагиналното течение и установяване на по-висока от нормалната стойност на pH във вагината и голям брой бактерии. БВ често се бърка с вагинална гъбична инфекция или инфекция с трихомони.

## Превенция и лечение
Лечението обикновено включва антибиотик, клиндамицин или метронидазол. Тези лекарствени препарати могат да се използват и през втория или третия триместър от бременността. Често обаче заболяването се повтаря след лечение. Пробиотиците могат да помогнат за предотвратяване на повторната му поява. Не е ясно дали използването на пробиотици или антибиотици влияе на изхода от бременността.

## Епидемиология и история
БВ е най-често срещаната вагинална инфекция при жени в репродуктивна възраст. Процентът на засегнатите жени във всеки един момент варира между 5% и 70%. БВ се среща най-често в някои части на Африка и най-рядко в Азия и Европа. В Съединените американски щати от заболяването са засегнати около 30% от жените на възраст между 14 и 49 години. Процентите варират значително в различните етнически групи във всяка страна. Въпреки че в голяма част от писмената история са записани симптоми, сходни на тези на БВ, първият ясно документиран случай е бил през 1894 г.